# Bivona

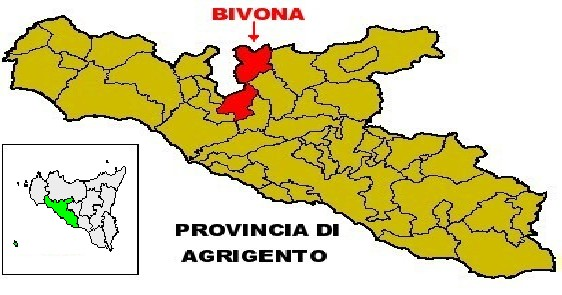
Đô thị Bivona ở trong tỉnh Agrigento.

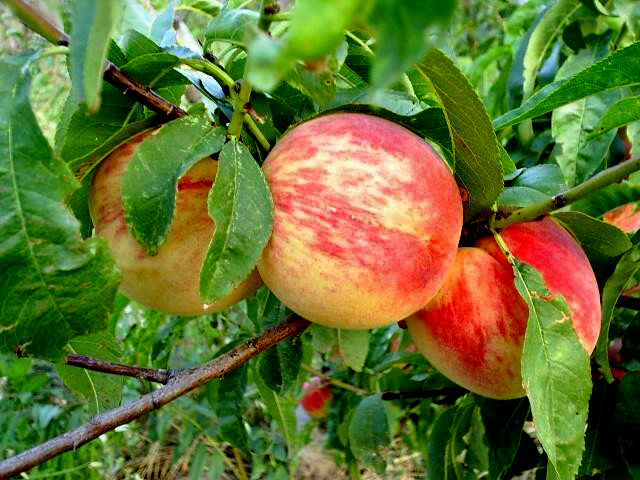
Đào ở Bivona.

Bivona là một đô thị miền núi ở vùng Sicilia, nam Italia, ở tỉnh Agrigento. Đô thị Bivona có 4.069 dân.
Ở đây có Nhà thờ Đức mẹ xây vào thế kỷ 14
Vào mùa Hè ở đây có lễ hội đào